# Георг Никлес
Георг Никлес (Келн, 14. мај 1946) бивши је немачки атлетичар специјалиста за трчање на 400 метара и 400 м препоне. Комплетну каријеру провео је као је представник Западне Немачке.

## Спотска каријера
Године 1972. на Летњим олимпијским играма 1972, у Минхену такмичио се у трци 400 метара са препонама, где је испао у полуфиналу.
На Европском првенству у дворани 1972. у Греноблу Никлес је освојио две медаље: златну на 400 метара испред земљака Улриха Рајха, са којим је уз
помоћ Петера Бернрајтера и Ролфа Крисмана, освојио и сребрну медаљу у трци штафета 4 × 2 круга (4 х 360 метара)..
На првенствима Западне Немачке 1972, и 1973. био је немачки првак на 400 метара а 1973. на 400 метара са препонама., Године 1975. постао је њемачки првак у дворани са штафетом од 4 к 400 метара.
По завршетку атлетске каријере био је тренер у Келском фудбалском клубу 1907. где је као играч и почео спортску каријеру,

## Лични рекорди
- 200 м: 21,2 , 23. септембар 1972, Офенбург
- 400 м: 46,11 21. јул 1972, Минхен
- Дворана:46,87, 26. фебруар 1972., Штутгарт
- 400 м препоне: 50,75 s, 11. јул 1973, Минхен